# Rhinolophus madurensis
Rhinolophus madurensis är en fladdermus i familjen hästskonäsor. Arten liknar Rhinolophus celebensis och den listades en längre tid som synonym. Efter olika studier under 1990-talet och tidiga 2000-talet blev populationen godkänd som art.
Arten har allmänt kortare underarmar (38 till 41 mm) än Rhinolophus celebensis (40 till 44 mm långa underarmar). Dessutom har hörntanden hos Rhinolophus madurensis kontakt till den andra framtanden och till den första premolaren. Hos Rhinolophus celebensis finns på varje sida om hörntanden en liten klaff. Ett exemplar hade 14,6 mm stora öron.
Denna fladdermus förekommer endemisk på den indonesiska ön Madura och på Kangeanöarna nordöst om ön Java. Öarnas högsta toppar ligger cirka 500 meter över havet. Individerna vilar i grottor och besöker skogar för att leta efter föda.
Arten hotas av kalkstensbrott samt av skogsavverkningar i samband med skogsbruk eller när jordbruksmark etableras. IUCN listar Rhinolophus madurensis som sårbar (VU).